# 安东·什卡普列罗夫
安东·尼古拉耶维奇·什卡普列罗夫（俄语：Антон Николаевич Шкаплеров，羅馬化：Anton Nikolaevich Shkaplerov，1972年2月20日—）是俄罗斯宇航员。

## 早年
1972年出生在塞瓦斯托波爾。1989年至1992年在切尔尼戈夫高等军事飞行员学校学习，1994年毕业于卡恰高等军事飞行员学校，1997年毕业于茹科夫斯基空军工程学院。1997年至1998年在卡卢加州军区战斗部队服役。

## 宇航员生涯
2003年5月成为加加林宇航员培训中心宇航员候选人。2003年6月至2005年6月参加了基本太空飞行训练，并获得测试宇航员资格。2007年4月至10月担任俄罗斯航天局驻美国德克萨斯州休斯顿林顿·约翰逊太空中心运营主任。

### 远征29/30
2011年11月14日，联盟TMA-22载人飞船在哈萨克斯坦拜科努尔发射场发射升空。其中什卡普列罗夫是指令长，伊万尼申和美国宇航员丹尼尔·伯班克是随航工程师。
2012年2月12日，他和科诺年科进行了6小时15分钟的舱外活动。他们在星辰号服务舱外安装了一个防护罩以保护空间站，使其免受太空碎片的影响。
2012年4月27日11时45分，联盟TMA-22在哈萨克斯坦阿尔卡雷克地区成功着陆。

### 远征42/43
2014年11月23日21时01分，在哈萨克斯坦拜科努尔发射场，联盟-FG运载火箭将联盟TMA-15M载人飞船送往国际空间站。其中什卡普列罗夫担任指令长，美国航天局宇航员特里·弗茨和欧洲航天局意大利宇航员薩曼塔·克里斯托福雷蒂担任随航工程师。本次任务系首次携带太空咖啡机升空。
2015年6月11日13时44分，联盟TMA-15M飞船在哈萨克斯坦杰兹卡兹甘146公里外的草原安全着陆。

### 远征54/55
2017年12月17日7时21分，他和美国宇航员斯科特·廷格尔和日本宇航员金井宣茂乘坐联盟MS-07载人飞船从哈萨克斯坦拜科努尔航天发射场升空，前往国际空间站。
2017年11月，他在对国际空间站表面取样时，发现了活着的细菌。他认为这些微生物可能来自外太空。
2018年2月2日，他和米苏尔金在舱外进行了复杂的安装作业，无意中打破了单次空间站外作业时长纪录。以前的纪录为梁赞斯基和科托夫在2013年创下的8小时7分钟，此次为8小时13分钟。4月，他和阿尔捷米耶夫在太空参加了2018年“世界俄语听写大赛”。
2018年6月3日12时39分，载有他和队员的联盟MS-07返回舱在哈萨克斯坦杰兹卡兹甘东南147公里成功着陆。他将奥列格·阿尔捷米耶夫3月份带到国际空间站的6月份俄罗斯世界杯比赛用球“电视之星 18”带回了地球。

### 统计
| #      | 往返载具    | 发射时间（UTC）        | 任务代号  | 着陆时间（UTC）       | 时长总计      | 舱外活动次数 | 舱外活动时长 |
| ------ | ----------- | ---------------------- | --------- | --------------------- | ------------- | ------------ | ------------ |
| 1      | 联盟TMA-22  | 2011年11月14日4时14分  | 远征29/30 | 2012年4月27日11时45分 | 165日7时31分  | 1            | 6时15分      |
| 2      | 联盟TMA-15M | 2014年11月23日21时01分 | 远征42/43 | 2015年6月11日13时44分 | 199日16时43分 | 0            | 0            |
| 3      | 联盟MS-07   | 2017年12月17日7时21分  | 远征54/55 | 2018年6月3日12时39分  | 168日5时18分  | 1            | 8时13分      |
| 4      | 联盟MS-19   | 2021年10月5日8时55分   | 远征65/66 | 2022年3月30日11时28分 | 176日2时33分  | 1            | 7时11分      |
| 来源： | 来源：      | 来源：                 | 来源：    | 来源：                | 709日8时4分   | 3            | 21时39分     |

## 荣誉
- 俄罗斯联邦宇航员和俄罗斯联邦英雄荣誉称号（2013年）[16]
- 四级“祖国功勋”勋章（2017年）[17]

## 图集

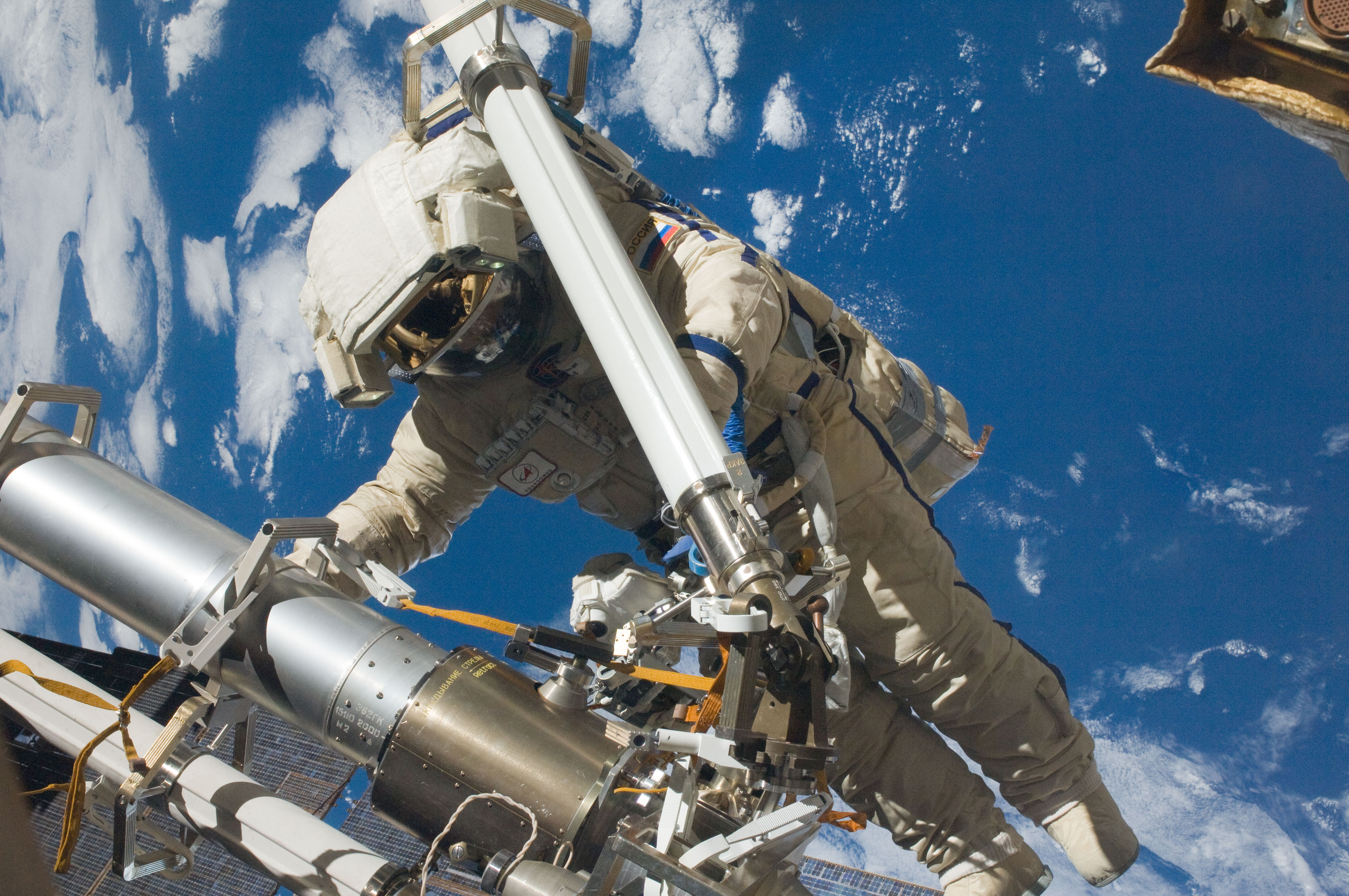
2012年太空行走
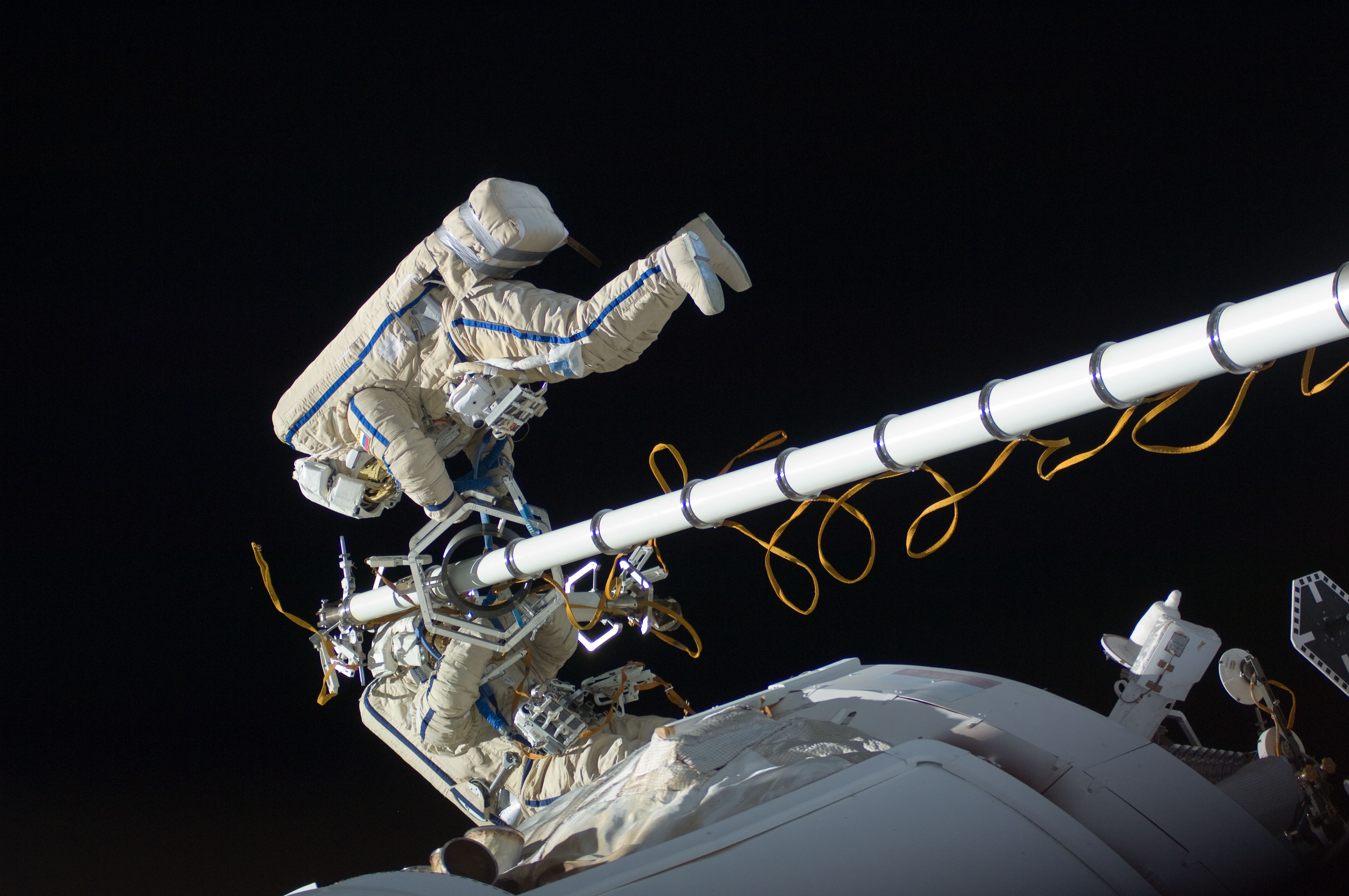
2012年太空行走
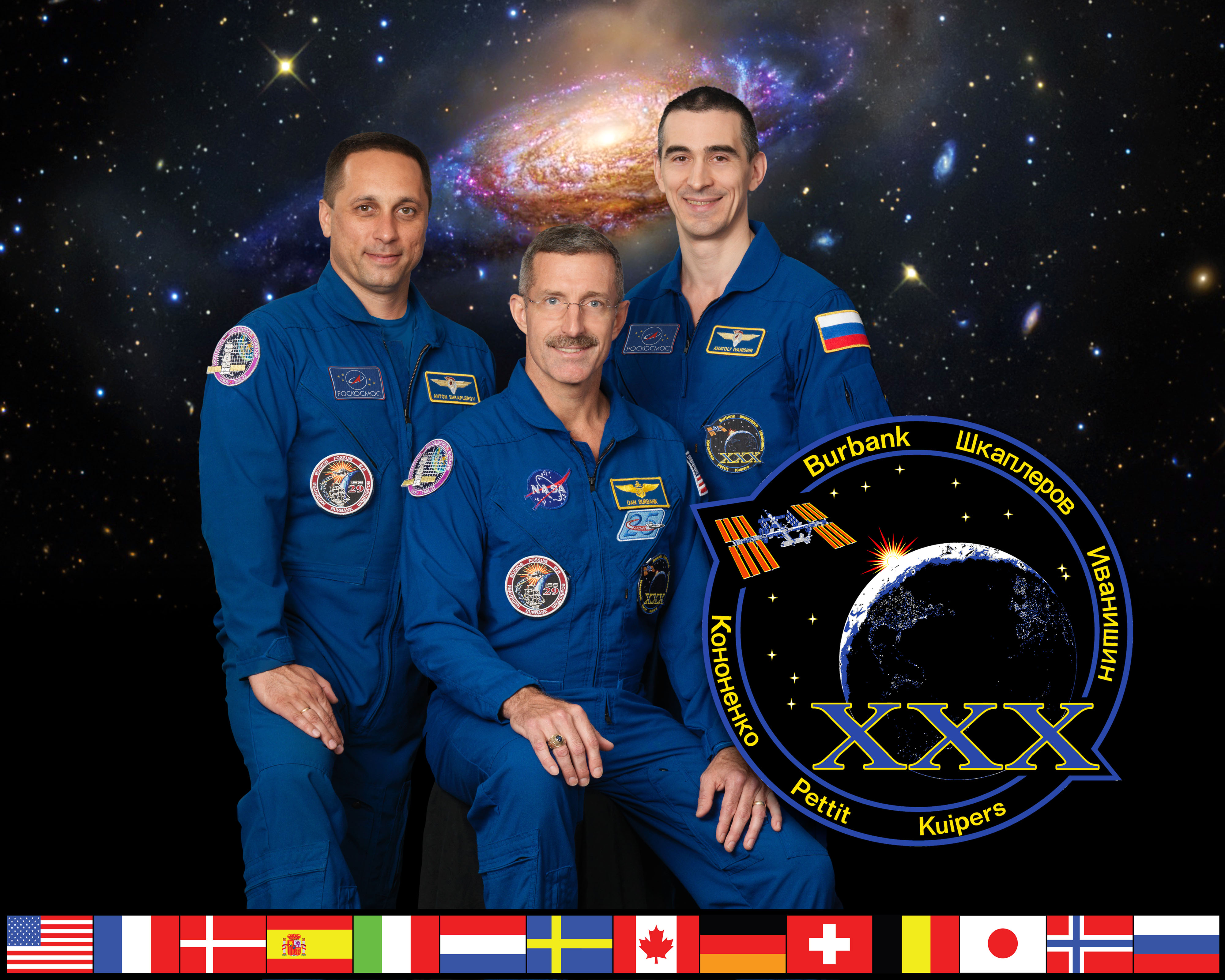
远征30
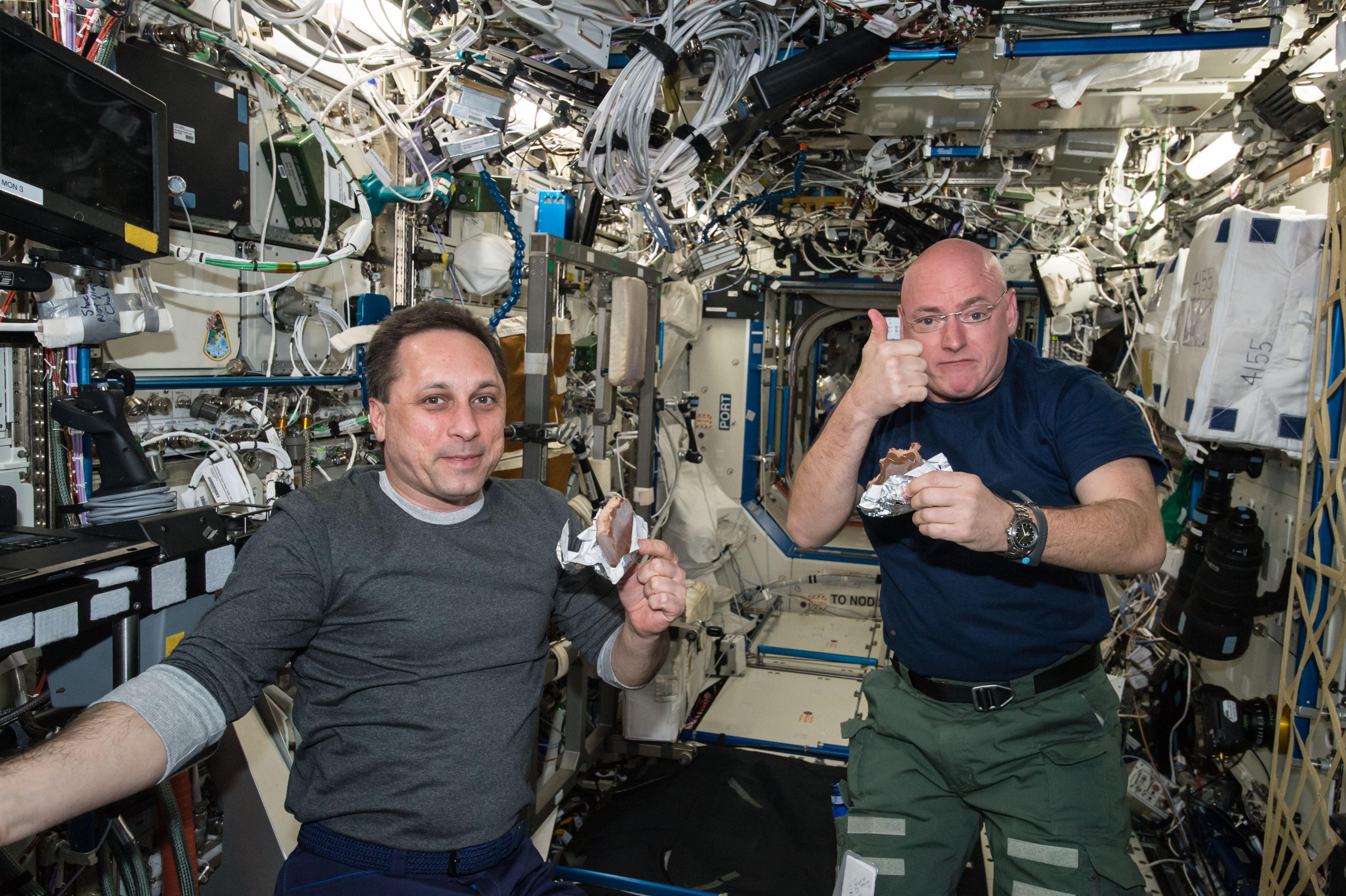
什卡普列罗夫与斯科特·凯利